# Kwanzaa

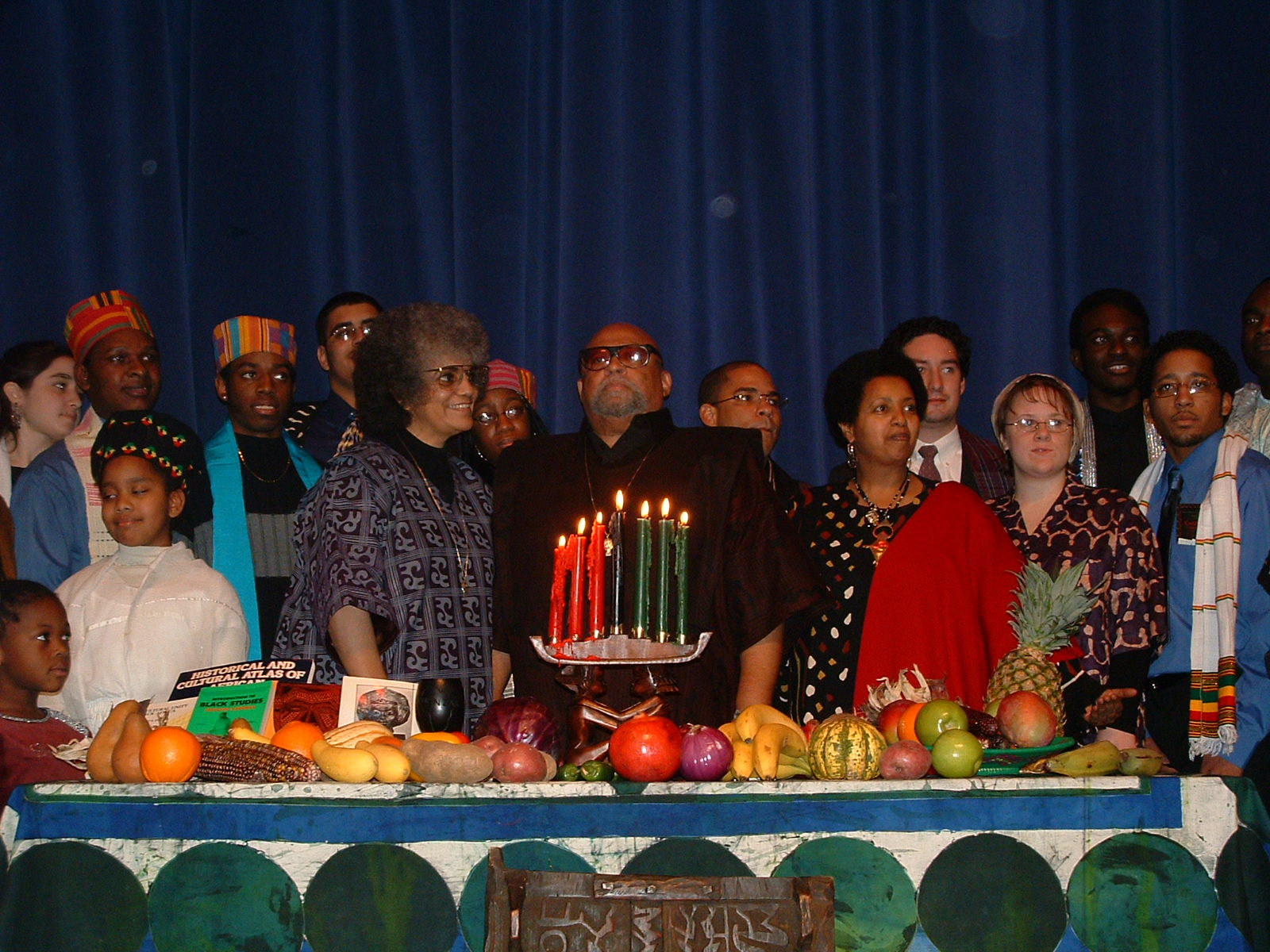
Kwanzaa-Feier im Rochester Institute of Technology (2003)

Kwanzaa ist ein in den USA unter Afroamerikanern verbreitetes Fest, das in der Zeit vom 26. Dezember bis zum 1. Januar begangen wird. Es wurde vom Black-Power-Aktivisten Maulana Karenga 1966–67 entwickelt.

## Inhalt
Kwanzaa ist kein religiöses Fest, sondern ein kulturelles, das praktische und weltanschauliche Elemente aus unterschiedlichen afrikanischen Erntezeremonien enthält. Afrikanische Erntefeste, andere Jahresfeste und Krönungszeremonien sollen den Zusammenhalt der gesellschaftlichen Gruppe festigen, indem sie im kosmogonischen Mythos eine Verbindung zu den Urahnen herstellen. Kwanzaa wurde bewusst in die Zeit des christlichen Weihnachtsfestes gelegt, um die panafrikanische Idee dem Christentum entgegenzustellen, das für Kolonisation und Sklaverei mitverantwortlich gemacht wird.

## Entstehung und Entwicklung
Das Fest wurde 1966 vom amerikanischen Autor und Aktivisten der Black-Power-Bürgerrechtsbewegung Maulana Karenga entwickelt. Der Name ist ein Neologismus, der vom Swahili-Wort kwanza abgeleitet wurde, das „erster“ bedeutet. Es soll sich auf die „ersten Früchte“ (Swahili: „matunda ya kwanza“) beziehen. Karenga wählte diesen ostafrikanischen Ausdruck, um damit auf Traditionen aus west- und südafrikanischen Erntefesten zu verweisen. Kwanzaa ist der nicht-schwarzen US-amerikanischen Öffentlichkeit erst in den letzten Jahren bekannter geworden. Die amerikanische Postbehörde hat seit 1997 neben Weihnachtsmarken auch Kwanzaa-Briefmarken im Angebot.

## Ablauf

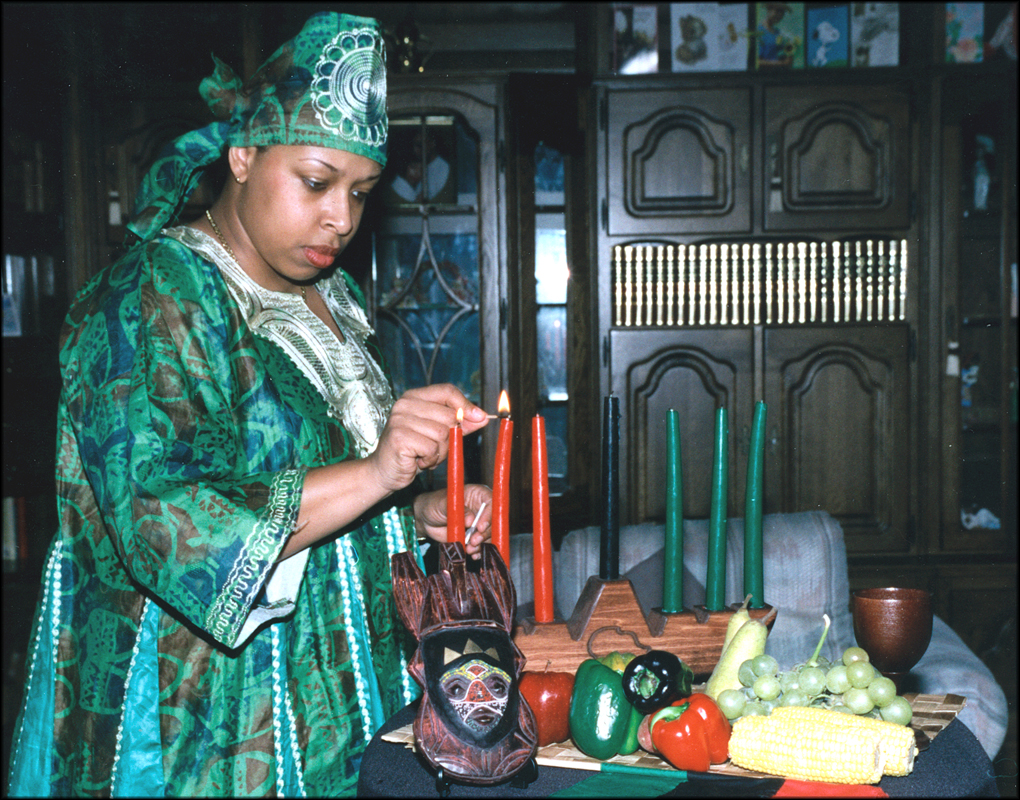
Anzünden der Kwanzaa-Kerzen

In jeder der sieben Nächte der Kwanzaa-Feier wird eine Kerze im Kinara genannten Kerzenständer angezündet: drei grüne, drei rote und eine schwarze, Farben, die Afrika repräsentieren sollen. Jeder Tag steht unter einem bestimmten Thema: Einheit und Einigkeit (umoja), Selbstbestimmung (kujichagulia), Gruppenarbeit und Verantwortung (ujima), Kooperative Wirtschaftlichkeit (ujamaa), Sinn und Zweck (nia), Kreativität (kumba) und Glaube (imani). Zu den Symbolen des Fests gehören außer dem Kerzenständer und den Kerzen auch frisches Obst und Gemüse. In den USA begrüßen sich die Teilnehmer mit „Happy Kwanzaa“.

## Die sieben Prinzipien des Kwanzaa (Nguzo Saba)
- Umoja (Einigkeit): Streben nach und Erhaltung von Einigkeit in Familie, Gemeinschaft, Nation und Rasse (race).
- Kujichagulia (Selbstbestimmung): Sich selbst definieren und für sich selbst sprechen.
- Ujima (Zusammenarbeit und Verantwortung): Zueigenmachung und gemeinsame Lösung der Probleme der Mitmenschen.
- Ujamaa (Gemeinsames Wirtschaften): Aufbau und Aufrechterhaltung eigener Geschäfte, Läden und Unternehmen mit gemeinsamen Profit.
- Nia (Zielstrebigkeit): Sich selber Ziele setzen und sie mit der Gemeinschaft vereinbaren.
- Kuumba (Kreativität): Eigene Gemeinde schöner und nützlicher zu machen, als man sie geerbt hat.
- Imani (Glaube): Mit ganzem Herzen an sein Volk, seine Eltern, Lehrer, Führer, die Gerechtigkeit und den Sieg seines Kampfes glauben.